# Schuhrat Sadijew

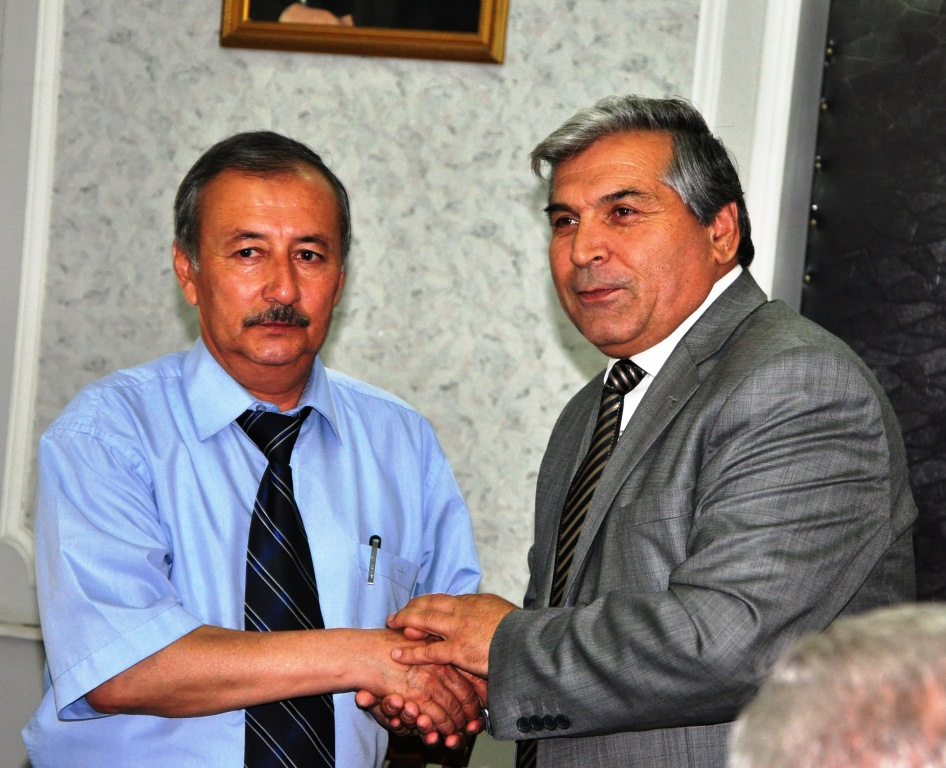
Schuhrat Sadijew (links) mit Abdulfattoh Rahimow (2013)

Schuhrat Sadijew (tadschikisch Шӯҳрат Саъдиев; russisch Шухра́т Сама́рович Са́диев Schuchrat Samarowitsch Sadijew; * 8. November 1954 in Duschanbe) ist ein tadschikischer Historiker und Dozent.

## Leben
Schuhrat Sadijew wurde als Sohn des tadschikischen Schauspielers Samariddin Sadijew in der Hauptstadt der Tadschikischen SSR geboren. Nach dem Abitur studierte er Geschichte an der Tadschikischen Staatlichen Universität, die er 1977 abschloss. Von 1977 bis 1996 arbeitete er am Staatlichen Institut der Künste in Duschanbe. 1986 begann er eine Aspirantur an der Tadschikischen Nationaluniversität, wo er 1989 seine Dissertation verteidigte. Von 2002 bis 2013 arbeitete er am Institut für Unternehmertum und Dienstleistungen, wo er die Abteilung für Internationale Beziehungen leitete. Von 2013 bis 2014 leitete er einen Lehrstuhl am Institut für Weiterbildung bei der Tadschikischen Nationaluniversität. Seit 2014 unterrichtet er an der Russisch-Tadschikischen (Slawischen) Universität (kurz RTSU).
Sadijew ist Wikipedia-Autor und leitet das von der RTSU organisierte Projekt „Tadschikistan auf den Seiten des sozialen Netzwerkes Wikipedia“ (russisch Таджикистан настраницах социальной сети Википедия).
Im Oktober des Jahres 2013 hielt er bei der Werkstatt „ICT Innovations and Access to Scientific Knowledge“ seinen Vortrag Methoden des Artikelschreibens in tadschikischsprachiger Wikipedia (russisch Методы написания статей в Wikipedia на таджикском языке).

## Werke (Auswahl)
- Таджикистан: путь к миру и согласию. Duschanbe 2002.
- Важные страницы из истории таджикского народа. Duschanbe 2008, 2010.
- История таджикского народа: краткий курс лекций для студентов кредитной системы обучения. Duschanbe 2012, OCLC 858966782.
- Tojikiston : saḣifaḣoi taʺrikhi kishvari kuḣan : solnoma, shakhsii͡atḣoi taʺrikhī, davlatḣo, nomguzoriḣon taʺrikhī-jughrofī, ëdgoriḣoi bostonī, kharitaḣo. Duschanbe 2014, OCLC 1235414199.
- История таджикского народа. Учебное пособие. Duschanbe 2017, ISBN 978-99975-9321-4.*
- Инъикоси фарҳанги Тоҷикистон дар Википедияи Тоҷикӣ.// Осори ПИТФИ Вазорати фарҳанги Ҷумҳурии Тоҷикистон. Ҷили 6. = Освещение культуры Таджикистана в Таджикской Википедии/ Труды НИИКИ Министерства культуры Республики Таджикистан. Т.6. – Душанбе: Аржанг, 2019. – С. 444-474.
- Роль Организации Объединённых Наций в мирном урегулировании внутренних конфликтов в Центральной Азии (На примере Республики Таджикистан). – Душанбе, РТСУ, 2020. – 115 с.[3]